# Eltopia
Eltopia az Amerikai Egyesült Államok északnyugati részén, Washington állam Franklin megyéjében elhelyezkedő önkormányzat nélküli település.
A település neve egy vasúti munkástól ered; egy vihar során a dolgozó a következőt mondta: „There will be hell to pay” („Pokolian megfizetünk ezért”).

## Fordítás
- Ez a szócikk részben vagy egészben  az   Eltopia, Washington című angol Wikipédia-szócikk ezen változatának fordításán alapul.  Az eredeti cikk szerkesztőit annak laptörténete sorolja fel. Ez a jelzés csupán a megfogalmazás eredetét és a szerzői jogokat jelzi, nem szolgál a cikkben szereplő információk forrásmegjelöléseként.